# Republic Steel

Altes Logo

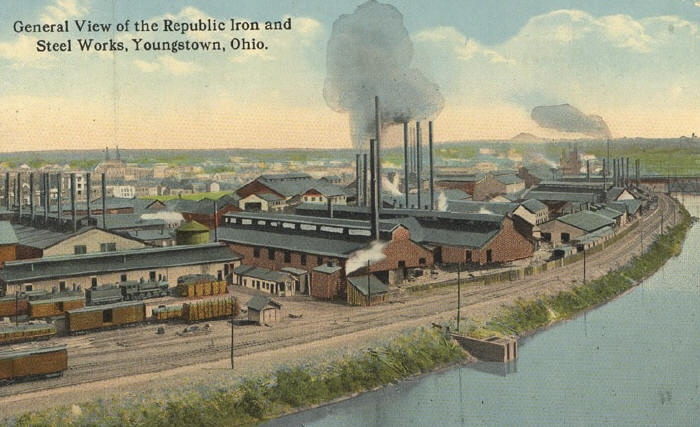
Die Republic Iron and Steel Works zu Beginn des 20. Jahrhunderts

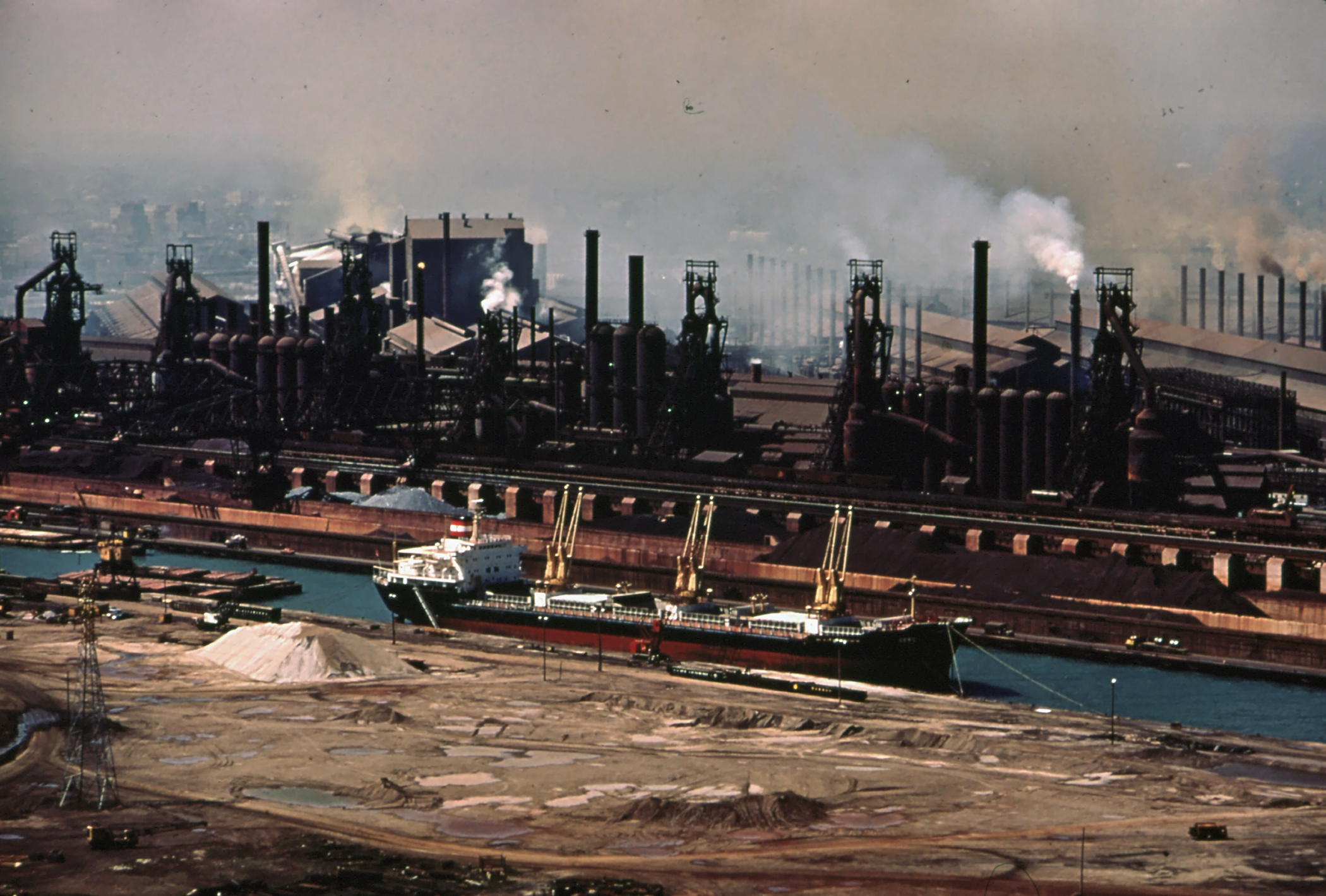
Stahlwerk in East Chicago, Indiana (1973)

Republic Steel war einst drittgrößter Stahlhersteller in den USA.
Republic Steel wurde 1899 als „Republic Iron and Steel Company“ in Youngstown, Ohio gegründet.
Cyrus Eaton akquirierte verschiedene kleinere Stahlproduzenten, die er 1927 mit Republic Steel fusionierte, mit dem Ziel, groß genug zu werden, um US Steel herauszufordern. Eaton kaufte Stahlstandorte in Canton, Warren, Massilon und Elyria hinzu. Die Große Depression 1929 warf ihn zurück, aber die 1930 umbenannte Republic Steel Corporation wurde zum drittgrößten Stahlerzeuger in den USA nach US Steel und Bethlehem Steel dank des Managements von Tom Girdler, einem früheren Manager von Jones and Laughlin. Ihr Hauptsitz war Cleveland, Ohio.
Republic Steel war insbesondere während der 1930er Jahre bekannt für seine rabiate Antigewerkschaftspolitik, wie sie im Dokumentarfilm Republic Steel Strike Riot Newsreel Footage dokumentiert wurde. Mit dem Ausbruch des Zweiten Weltkrieges, als massive Rüstungsaufträge winkten, besserten sich die Zustände allmählich.
Bis in die 1970er Jahre blieb Republic Steel profitabel, als steigende Importe, zunehmende Lohnkosten, steigende Umweltschutzauflagen und andere Probleme für Republic und seine amerikanischen Wettbewerber ernste Herausforderungen aufwarfen. 1984 fusionierte Republic Steel mit Jones and Laughlin Steel, einem Tochterunternehmen von Ling-Temco-Vought Inc. Der gesamte Konzern wurde jetzt unter dem neuen Namen LTV Corporation zusammengefasst.
Im Dezember 2001 beantragte LTV Gläubigerschutz nach Chapter 11 und wurde wenige Monate später von der International Steel Group übernommen, die zur Mittal Steel Company N.V. gehört.